# Радоњица
Радоњица је насељено место града Лесковца у Јабланичком округу. Према попису из 2022. било је 618 становника.

## Етимологија
Ово село је добило име по неком Радоњи, који се некада први овде заселио.

## Географија

### Положај
Радоњица је најчистије равничарско насеље у Поречју. Ово је село удаљено од Лесковца 13 километара, идући преко Стројковца. Кроз њега не пролази ниједна река, па је и корито Ветернице удаљено од села и заобилази га са југоисточне стране на око један километар удаљености. Речица Ботуња протиче кроз његов атар западно од села, али не протиче кроз села. У близини села нема шума и ока њеrа се протежу само њиве.

### Хидрографија
Кроз Радоњицу не пролази ни једна текућица, јужним ободом села тече река Ветерница где прима десну притоку Вучјанку. Међутим, изданске воде има у изобиљу и Радоњичани копају бунаре у својим двориштима и водом из њих се служе за све потребе домаћинства.

### Земља
Атар села Радоњице има укупно 634 хектара земље. Од ове површне на обрадиву земљу пада 359 хектара под шумом је 170 хектара, а под ливадама 45 хектара.
Земља носи ове називе: Јабуке, Жељкарица, Базови, Средпоље, Трлине, Куде гробље, Горње гарине, Доње гарине, Селиште, Баре, Кућиште, Пегавац, Караманац, Мала Ботуња, Лиша, Шипковица, Кас‘мово, Орлов брест, Благуње, Црквиште-Росуља, Бунариште, Спасино кућиште, Церак, Крушкар, Шаварика, Лозјачка долина, Запис-Долина, Јазбине, Ројенице, Веверице, Језерина, Кућетине, Пшеничиште, Овсиште, Садиков јендек-Шеварке, На дуње.</ref> Ј. В. Јовановић, Лесковачко поречје (други-посебан део), Лесковачки зборник 13, 47 - 49 страна, Лесковац, 1973</ref>

## Историја
Радоњица спада међу најстарија села Поречја. О њој се траг налази у оној повељи кнегиње Милице и синова јој Стефана и Вука из 1395. године, којом су Милица и њени синови даровали руском манастиру св. Пантелејмону у Светој Гори, између осталог, и село Вину „с метохом и с међами, и забелом и међа забелу тому до реке Сушице и до радонинске међе“. У то време се атар села Радоњице, баш као и сада, протезао на северозападној страни дубоко у област Сушице, која је у оно време била сва под шумом.
Хан помиње Радоњицу и бележи да је она 1858. године имала 30 кућа. Одмах после ослобођења од Турака она је, међутим, имала 69 пореских глава.
Радоњица је под Турцима била подвлашћено село и имала пред пад турске власти седам господара. Вероватно је да је плодна земља у атару овог села намамила Турке, нарочито мухаџире, да се намећу његовим становницима за „заштитнике“. Наметнувши им се за господаре, многи су своје подложне сељаке немилосрдно искоришћавали. Овде је забележена појава, које нема у атару ни једног друrог села у Поречју: Радоњица је имала више параспура. Тако је постојао параспур Ћoсинског рода, параспур Дунијског рода, Јованов параспур. Значи да је параспурне земље у овоме селу било више но и у једном другом, и да су чак поједини родови били оптерећени да својим читлук сахибијама обрађују параспурну земљу и дају му са ње све плодове.
Сем тога, неки од Радоњичких госпадара били су рђави и према раји свирепи, па су их чак и саме турске власти због њихове обести кажњавале.
Будући господарско село, Радоњица је плаћала аграрни дуг, али као у овом селу није било инсолвентних сељака од којих се овај дуг наплаћивао принудним путем продајом целокупне имовине аграрног дужника. На то упућује чињеница да у атару овог села није имао земљу ни један Лесковчанин неземљорадник.

## Демографија
У насељу Радоњица живи 737 пунолетних становника, а просечна старост становништва износи 41,9 година (40,6 код мушкараца и 43,3 код жена). У насељу има 211 домаћинстава, а просечан број чланова по домаћинству је 4,28.
Ово насеље је великим делом насељено Србима (према попису из 2002. године).
|  |

| Демографија | Демографија | Демографија |
| Година      | Становника  | Становника  |
| ----------- | ----------- | ----------- |
| 1948.       | 811         |             |
| 1953.       | 880         |             |
| 1961.       | 900         |             |
| 1971.       | 872         |             |
| 1981.       | 880         |             |
| 1991.       | 919         | 914         |
| 2002.       | 903         | 913         |
| 2011.       | 803         |             |
| 2022.       | 618         |             |

| Етнички састав према попису из 2002.‍ | Етнички састав према попису из 2002.‍ | Етнички састав према попису из 2002.‍ | Етнички састав према попису из 2002.‍ | Етнички састав према попису из 2002.‍ |
| ------------------------------------ | ------------------------------------ | ------------------------------------ | ------------------------------------ | ------------------------------------ |
|                                      |                                      |                                      |                                      |                                      |
| Срби                                 | Срби                                 |                                      | 901                                  | 99,77%                               |
| Југословени                          | Југословени                          |                                      | 1                                    | 0,11%                                |
| непознато                            | непознато                            |                                      | 1                                    | 0,11%                                |

| Година пописа     | 1948. | 1953. | 1961. | 1971. | 1981. | 1991. | 2002. |
| ----------------- | ----- | ----- | ----- | ----- | ----- | ----- | ----- |
| Број домаћинстава | 120   | 130   | 152   | 186   | 202   | 205   | 211   |

| Број чланова      | 1  | 2  | 3  | 4  | 5  | 6  | 7  | 8  | 9 | 10 и више | Просек |
| ----------------- | -- | -- | -- | -- | -- | -- | -- | -- | - | --------- | ------ |
| Број домаћинстава | 12 | 41 | 29 | 27 | 37 | 37 | 17 | 11 | 0 | 0         | 4,28   |

| Пол    | Укупно | Неожењен/Неудата | Ожењен/Удата | Удовац/Удовица | Разведен/Разведена | Непознато |
| ------ | ------ | ---------------- | ------------ | -------------- | ------------------ | --------- |
| Мушки  | 386    | 80               | 280          | 18             | 7                  | 1         |
| Женски | 389    | 54               | 281          | 50             | 4                  | 0         |
| УКУПНО | 775    | 134              | 561          | 68             | 11                 | 1         |

| Пол    | Укупно                    | Пољопривреда, лов и шумарство | Рибарство                            | Вађење руде и камена | Прерађивачка индустрија       |
| ------ | ------------------------- | ----------------------------- | ------------------------------------ | -------------------- | ----------------------------- |
| Мушки  | 172                       | 29                            | 0                                    | 0                    | 66                            |
| Женски | 105                       | 14                            | 0                                    | 0                    | 67                            |
| УКУПНО | 277                       | 43                            | 0                                    | 0                    | 133                           |
| Пол    | Производња и снабдевање   | Грађевинарство                | Трговина                             | Хотели и ресторани   | Саобраћај, складиштење и везе |
| Мушки  | 4                         | 5                             | 16                                   | 0                    | 10                            |
| Женски | 0                         | 0                             | 8                                    | 0                    | 3                             |
| УКУПНО | 4                         | 5                             | 24                                   | 0                    | 13                            |
| Пол    | Финансијско посредовање   | Некретнине                    | Државна управа и одбрана             | Образовање           | Здравствени и социјални рад   |
| Мушки  | 0                         | 0                             | 6                                    | 3                    | 4                             |
| Женски | 0                         | 0                             | 0                                    | 2                    | 4                             |
| УКУПНО | 0                         | 0                             | 6                                    | 5                    | 8                             |
| Пол    | Остале услужне активности | Приватна домаћинства          | Екстериторијалне организације и тела | Непознато            | Непознато                     |
| Мушки  | 13                        | 0                             | 0                                    | 16                   | 16                            |
| Женски | 0                         | 0                             | 0                                    | 7                    | 7                             |
| УКУПНО | 13                        | 0                             | 0                                    | 23                   | 23                            |

## Саобраћај
Радоњица је ван свих путева који воде краз Поречје. До ње се долази пољским путем који се одваја од пута који иде из Стројковца за Бунушки Чифлук, и то негде на око један километар испред села, а из села на југу излази опет пут, који се спаја са путем за Бунушки Чифлук. Који путник не иде директно у ово село, ни једним путем кроз Поречје неће у Бунушу ући нити кроз њу проћи, јер сви регионални и међусеоски путеви воде ван овог села и мимо њега.